# じんだい
じんだい（磁気軸受フライホイール実験装置、Magnetic Bearing Flywheel Experimental System  - MABES）は日本の人工衛星。磁気軸受フライホイール実験装置の無重量下での実験を行った。日本の人工衛星としては珍しい、旧NAL（航空宇宙技術研究所、現・JAXAの航空技術部門 他）による制作である。現在も軌道上にあり、その後の移管により、現在はJAXA所属である。
1986年8月13日、日本の宇宙機打上げでは初であったピギーバックの相乗りペイロードとして、本務衛星の「あじさい」と、もう1機の相乗りペイロードで日本のアマチュア無線組織によるアマチュア衛星（JAMSAT）の1号機である「ふじ」とともに、NASDAのH-Iロケット1号機の打上げで、種子島宇宙センターより打ち上げられた。
2段目に分離機構無しで取り付けられた、いわゆる「構体ペイロード」であった。二次電池を搭載していたが、太陽電池などの充電機構は持っておらず、所期の目的である磁気軸受フライホイール実験装置の無重量下での実験の後、システムはシャットダウンされ、運用は終了した。実験終了後の軌道の変更等は特に行わなかったため、（H-Iロケット1号機の2段目ともども）低軌道を2017年現在も周回している。
名前の由来は、本機の研究・開発・制作の主体であったNALの近所にある深大寺（じんだいじ）。